# Lagoa da Prata
Lagoa da Prata é um município brasileiro do estado de Minas Gerais, localizado no centro-oeste mineiro, mais especificamente na mesorregião Central Mineira, a 211 km da capital do estado Belo Horizonte. Com cerca de 51 412 habitantes em 2022, segundo o IBGE, Lagoa da Prata é conhecida por sua bela lagoa, principal ponto turístico da cidade. Segundo relatos, a cidade recebeu esse nome porque frades franciscanos viram a imagem da lua refletida na lagoa e assemelharam a luz do luar ao brilho da prata, e desde então passaram-se referir ao local onde hoje é a cidade como "lagoa das pratas".[carece de fontes?]

## História
Em 1789, ao desmembrar-se de Tiradentes, foi criado o município de Itapecerica constituído de 34 distritos (ou divisões) chamados ordenanças do reino. Dentre eles, havia uma parte chamada de Pântano (onde encontra-se hoje o município de Lagoa da Prata), a 12ª localizada. Outra era Santo Antônio do Monte.
A ocupação do local onde hoje se encontra a cidade iniciou-se comum açude, construído por um português de nome Novato, que desejava moinhos e monjolos. Com a ampliação de seu aterro e afluência do pântano adjacente, o pequeno açude transformou-se em lagoa. Por volta de 1850, o tenente Francisco Bernardes adquiriu grande extensão de terras à margem do rio São Francisco. Bernardes adquiriu grande extensão de terras à margem do rio São Francisco e ali se estabeleceu comercialmente, dedicando-se depois à agricultura. Quando de sua morte, a fazenda foi adquirida por seu sobrinho Coronel Carlos José Bernardes Sobrinho, que a transferiu para as proximidades da citada lagoa, dedicando-se à comercialização de café e de bois. 
Em pouco tempo, havia grande número de habitantes entre agregados, familiares e empregados. Posteriormente, o Coronel Carlos Bernardes doou um terreno para a construção da igreja sob o orago de São Carlos, em torno da qual se desenvolveu o povoado. Certo dia, alguns frades missionários, passando às margens da lagoa, observaram reflexos do sol nas águas. Referiram-se ao local como “Lagoa da Prata”.
Um trecho extraído do livro: História de Lagoa da Prata, por Acácio Mendes, conta a história da origem do nome do que seria então o município:

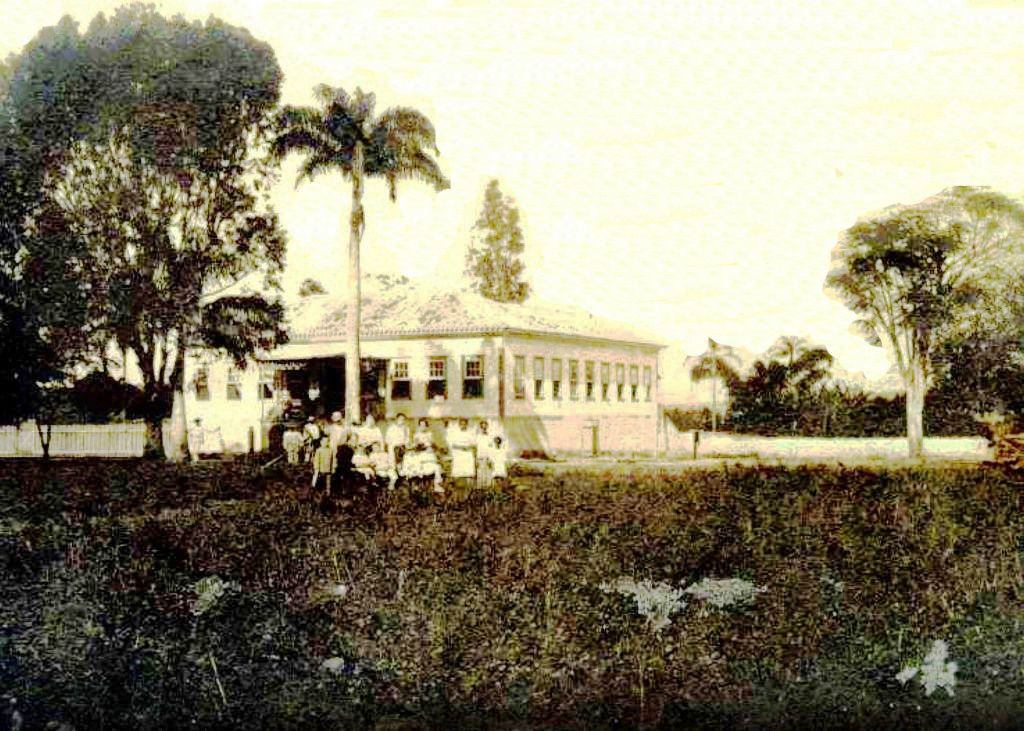
Casarão do Coronel Carlos Bernardes (1930).

“Um dia apontando-se à beira desse açude uns Frades Fransiscanos que andavam pregando Missões e que ali, naturalmente para fazer um lanche e descansar umas horas, num dia calmo, o sol a pino e quando as águas do açude, serenas e mansas, eram sacudidas pelo sopro da brisa que, tranquilamente faziam um reflexo à tona d`água. Nessa ocasião os raios do sol naqueles refluxos davam a impressão de moedinhas de prata caindo sobre as águas; e, então daquele comentário ficou a lembrança das pratas caindo na lagoa. E logo no primeiro pouso, como nos demais, sempre que os frades queriam se referir àquela lagoa onde haviam descansado e que não tinha ainda nome, diziam: – ‘Na lagoa das pratas’, e os frades por “lagoas das pratas” e o vulgo foi então substituindo o plural pelo mais simples: Lagoa da Prata. De modo que, quando Carlos Bernardes, em 1875, edificou em seus arredores o seu palacete, já encontrou batizada a Lagoa da Prata”.
Carlos Bernardes morre de forma súbita em 1900. Na 1ª missa na capela ainda em construção, o Monsenhor Otaviano José de Araújo, vigário de Santo Antônio do Monte dá a capela o nome de São Carlos e conclama ao povo a modificação do nome do lugar, que passa a chamar-se São Carlos do Pântano. No entanto, em 1916, mesmo com a alteração do nome, na criação da via ferroviária e parada que passava pela região, os moradores batizaram a nova estação com o nome da lagoa, inaugurando-se assim a Estação de Lagoa da Prata.
O povoado foi subordinado ao município de Santo Antônio do Monte por um tempo, se separando deste com o passar das décadas. Em 1923 foi criado o Distrito de Lagoa da Prata, e em 1938 veio sua separação e emancipação, tornando-se o Município de Lagoa da Prata.
A topografia plana e a fertilidade das terras atraíam migrantes e empresas. O município tornou-se grande produtor de cereais, de cana-de-açúcar e reunia significativo rebanho bovino. Com a implantação da indústria açucareira e de balas e caramelos, originou-se novo afluxo de pessoas. 

## Geografia
O município de Lagoa da Prata está situado a 658 metros de altitude e apresenta como clima predominante o tropical com estação seca (Aw, segundo Köppen). A temperatura média anual é de 21,8 °C, sendo que no verão pode passar da casa dos 30 °C e no inverno ir próximo a 10 °C.
A cidade está situada em uma das regiões de Minas Gerais que registra os maiores índices pluviométricos e possui duas estações do ano bem definidas: um verão chuvoso e quente entre os meses de outubro e março, e um inverno frio e seco entre maio e setembro. A precipitação média anual é de 1512mm.
A cobertura vegetal natural predominante é o Cerrado e suas variantes, porém hoje apenas pequenos remanescentes da vegetação natural encontram-se intactos, devido ao intenso desmatamento para cultivo de pastagens e atividades agrícolas como a cultura da cana-de-açúcar.
Em parte do município encontram-se regiões de cerrado propriamente dito (gramíneas, arbustos e árvores esparsas com caules retorcidos e raízes longas), regiões de formação florestal conhecidas como Cerradão (principalmente em regiões mais férteis e de melhor oferta hídrica), campos limpos (com predomínio de gramíneas), matas ciliares (matas que acompanham os rios) e veredas (solos encharcados com ocorrência abundante de buritis (Mauritia flexuosa), muito comuns em Lagoa da Prata, como observado na própria Praia Municipal e no Parque dos Buritis).
Lagoa da Prata está localizada no Centro-Oeste de Minas Gerais, no Alto São Francisco, com área de 439,984 km², a 211 km de Belo Horizonte, capital do estado.
| Dados climatológicos para Lagoa da Prata | Dados climatológicos para Lagoa da Prata | Dados climatológicos para Lagoa da Prata | Dados climatológicos para Lagoa da Prata | Dados climatológicos para Lagoa da Prata | Dados climatológicos para Lagoa da Prata | Dados climatológicos para Lagoa da Prata | Dados climatológicos para Lagoa da Prata | Dados climatológicos para Lagoa da Prata | Dados climatológicos para Lagoa da Prata | Dados climatológicos para Lagoa da Prata | Dados climatológicos para Lagoa da Prata | Dados climatológicos para Lagoa da Prata | Dados climatológicos para Lagoa da Prata |
| Mês                                      | Jan                                      | Fev                                      | Mar                                      | Abr                                      | Mai                                      | Jun                                      | Jul                                      | Ago                                      | Set                                      | Out                                      | Nov                                      | Dez                                      | Ano                                      |
| ---------------------------------------- | ---------------------------------------- | ---------------------------------------- | ---------------------------------------- | ---------------------------------------- | ---------------------------------------- | ---------------------------------------- | ---------------------------------------- | ---------------------------------------- | ---------------------------------------- | ---------------------------------------- | ---------------------------------------- | ---------------------------------------- | ---------------------------------------- |
| Temperatura máxima média (°C)            | 28                                       | 28,5                                     | 27,6                                     | 26,9                                     | 25,2                                     | 24,5                                     | 25                                       | 27                                       | 28,9                                     | 29                                       | 27,6                                     | 28                                       | 27,2                                     |
| Temperatura média compensada (°C)        | 24                                       | 24                                       | 25                                       | 22                                       | 19                                       | 17                                       | 17                                       | 20                                       | 21                                       | 25                                       | 28                                       | 25                                       | 22,5                                     |
| Temperatura mínima média (°C)            | 19,9                                     | 19,8                                     | 19,5                                     | 18                                       | 15,2                                     | 13,9                                     | 13,2                                     | 14,5                                     | 17                                       | 19,1                                     | 19,3                                     | 19,8                                     | 17,6                                     |
| Precipitação (mm)                        | 368                                      | 159                                      | 202                                      | 72                                       | 6                                        | 0                                        | 0                                        | 5                                        | 93                                       | 156                                      | 267                                      | 193                                      | 1 521                                    |
| Insolação (h)                            | 282                                      | 266                                      | 264                                      | 255                                      | 240                                      | 264                                      | 265                                      | 295                                      | 285                                      | 280                                      | 243                                      | 270                                      | 272                                      |
| Fonte: Climate-Data.org                  |                                          |                                          |                                          |                                          |                                          |                                          |                                          |                                          |                                          |                                          |                                          |                                          |                                          |

## Demografia
Segundo o censo de 2022 do IBGE, 51 412 pessoas moravam no município de Lagoa da Prata.
| Ano  | Urbana | Rural | Total  | +%    |
| ---- | ------ | ----- | ------ | ----- |
| 1940 | 2.189  | 3.855 | 6.044  |       |
| 1950 | 3.208  | 7.396 | 10.604 | 75,4% |
| 1960 | 6.853  | 7.021 | 13.874 | 30,8% |
| 1970 | 12.306 | 5.969 | 18.275 | 31,7% |
| 1980 | 20.004 | 4.254 | 24.258 | 32,7% |
| 1990 | 28.108 | 2.708 | 30.816 | 27,0% |
| 2000 | 37.890 | 847   | 38.737 | 25,7% |
| 2010 | 44.926 | 1.058 | 45.984 | 18,7% |
| 2022 |        |       | 51.412 | 11,8% |

### Etnias e migração
No censo de 2022 do IBGE, em pesquisa de auto declaração, 24 966 habitantes da cidade declararam-se brancos (48,56%), 21 196 pardos (41,23%), 5 128 pretos (9,97%), 74 amarelos (0,14%) e 45 indígenas (0,09%).

### Religião
De acordo com dados do Instituto Brasileiro de Geografia e Estatística (IBGE), em 2010 a população de Lagoa da Prata era de 37,627 católicos apostólicos romanos (81,83%), 7,165 protestantes (15,58%), 330 testemunhas de Jeová (0,72%), 237 espíritas (0,52%), 47 praticantes de outras tradições (0,1%) e 1,258 sem religião (2,73%).

## Economia
A economia do município é diversificada. A agropecuária é voltada principalmente para laticínios e usina de álcool e açúcar. A cidade é tomada em seus arredores por plantações de cana-de-açúcar. Quando não estão plantadas em terreno próprio da Usina local (arrendada ao Grupo Francês Louis Dreyfus), estão plantadas em terrenos arrendados de antigos produtores rurais.
Na cidade estão instaladas indústrias que aquecem a economia local e empregam grande parte da população: no ramo alimentício se destacada a Embaré Indústrias Alimentícias e no farmacêutico a Pharlab. Além destas, o comércio é muito importante para economia local, especialmente o relacionado à indústria de bicicletas e motocicletas, já que conta com grandes distribuidoras do ramo, como a LM Motos, LM Bike, Athor Bike, Total Maxparts e Gominha Pneus. A cidade também tem indústrias expressivas na produção de pelúcias.

## Turismo
O município faz parte do circuito turístico Grutas e Mar de Minas.

## Filhos notórios
- Gilberto Silva, ex-futebolista profissional e campeão da Copa do Mundo FIFA de 2002.
- Núbia Soares, triplista e representante do Brasil nos Jogos Olímpicos de Verão de 2016 e 2020.
- João Soares, Aspirante-a-Oficial da Aeronáutica